# 八頭町立八東中学校
八頭町立八東中学校（やずちょうりつ はっとうちゅうがっこう）は、かつて鳥取県八頭郡八頭町北山にあった公立中学校。
八頭町教委は2015年度に八頭町内3中学校を廃止統合し現在の八頭町立中央中学校校舎を活用し統合校舎とする方針を決定した。新しい校名は八頭町立八頭中学校。

## 沿革
- 1947年（昭和22年）4月29日 - 安部・八東・丹比三ヶ村組合立八東部中学校開校[2]。
- 1959年（昭和34年） - 安部・八東・丹比村が合併し八東町発足に伴い、八東町立八東中学校と改称。
- 1960年（昭和35年） - 寄宿舎を開設。
- 1979年（昭和54年） - 校舎移転改築。
- 2005年（平成17年）3月31日 - 郡家・船岡・八東町合併により八頭町発足に伴い、八頭町立八東中学校と改称。
- 2015年（平成27年）3月31日 - 閉校。

## 校区
- 八頭町立安部小学校
- 八頭町立八東小学校
- 八頭町立丹比小学校

## 交通アクセス
- 若桜鉄道 丹比駅下車。